# Woskehat (Aragacotn)

S
Woskehat – wieś w Armenii, w prowincji Aragacotn. W 2011 roku liczyła 974 mieszkańców.